# جامعة بانتيون
جامعة بانتيون للعلوم الاجتماعية والسياسية (باليونانية: Πάντειον Πανεπιστήμιο Κοινωνικών και Πολιτικών Επιστημών)‏، التي يشار إليها عادة باسم جامعة بانتيون, هي جامعة تقع في أثينا، اليونان. تأسست عام 1927, وهي أقدم جامعة للعلوم الاجتماعية والسياسية في اليونان.
يبلغ عدد الطلاب في جامعة بانتيون 19,000 طالب مسجلين على مستوى الدراسات العليا والدراسات العليا و 360 من أعضاء هيئة التدريس والإداريين. تقدم الجامعة أيضًا ثلاثة عشر دورة للدراسات العليا وتشمل ثلاثة معاهد بحثية و 18 مركزًا بحثيًا و 4 مختبرات.

## تاريخ

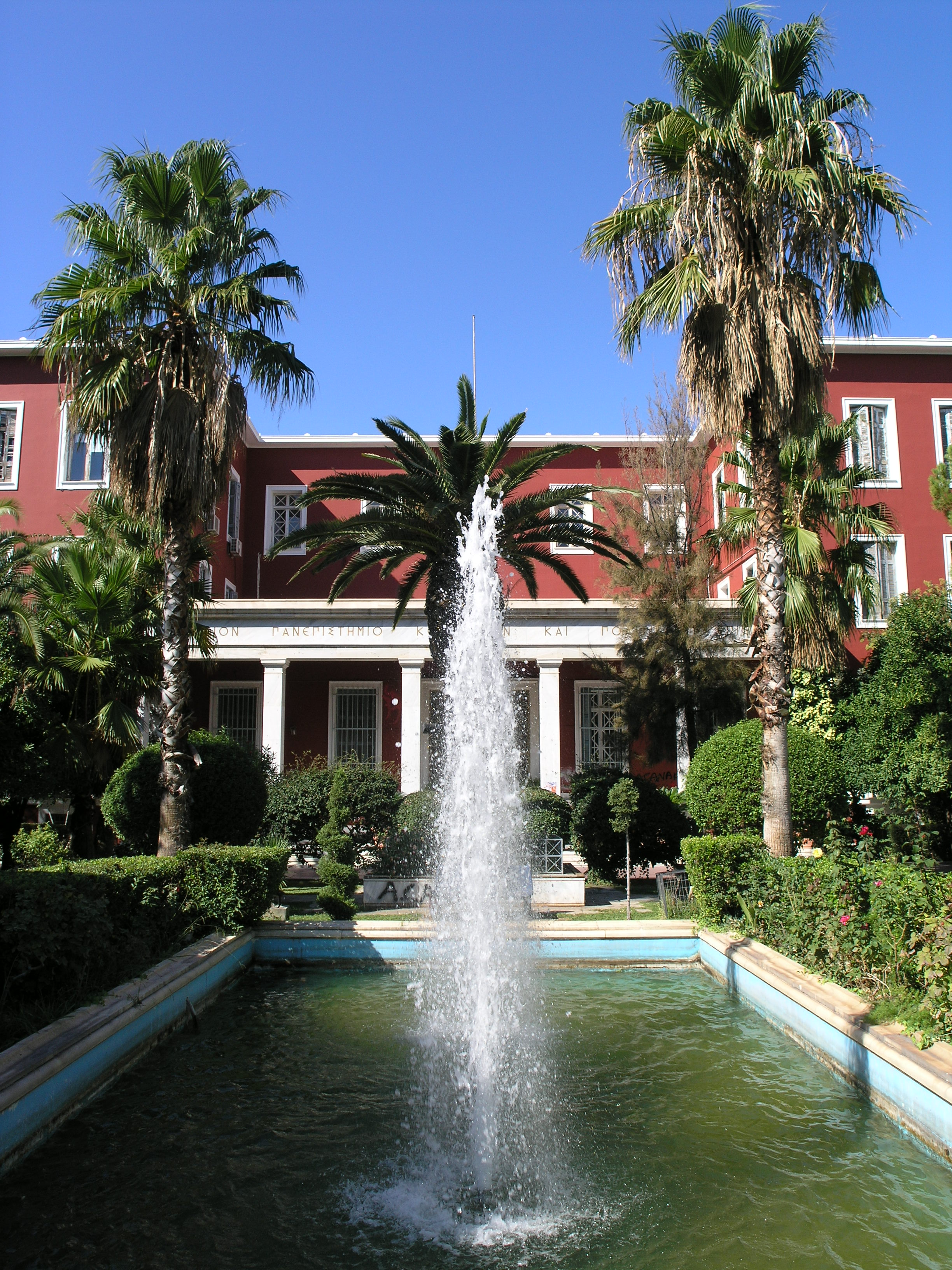
أول مبنى تاريخي لجامعة بانتيون.

تتمتع جامعة بانتيون بتاريخ طويل من التطور الإبداعي المرتبط بمسار التعليم العالي وتطوير العلوم الاجتماعية في اليونان.
تأسست في عام 1927 تحت اسم مدرسة العلوم السياسية, بسبب تصور شخصين درسوا في المدرسة الحرة للعلوم السياسية في باريس (ساينس بو), جورجيوس فراجوديس وألكسندروس بانتوس. بافلوس كونتوريوتيس، رئيس اليونان في ذلك الوقت، افتتح المبنى المركزي للجامعة، والذي كان يعمل لأول مرة في 18 تشرين الثاني 1930, وحضره 200 طالب. ترك ألكسندروس بانتوس ثروته للمدرسة، التي أعاد رئيس وزراء اليونان، إلفثيريوس فينيزيلوس نشرها، مما جعل المعهد مستقرًا في المشهد الأكاديمي للبلاد.
في عام 1931 تم تغيير اسم المدرسة إلى مدرسة بانتيوس للعلوم السياسية.
في البداية، مساهمة زير التربية الوطنية، جورج باباندريو، مهم جدا للمدرسة، الذي يتألف من قسمين، والسياسية -تاريخي والاجتماعية -اقتصادية، في حين تم التخطيط الدراسات لمدة ستة فصول دراسية. في عام 1936 تم الاعتراف بالمدرسة على أنها «مرفق عام للتعليم العالي» وفي عام 1937 تم تحويلها إلى «شخصية اعتبارية للقانون العام». في عام 1951, تم تغيير اسم القسمين إلى قسم العلوم السياسية وقسم الإدارة العامة على التوالي، بينما توسعت دورة الدراسات إلى ثمانية فصول دراسية في عام 1963.
بعد إعادة تنظيم النظام التعليمي اليوناني في عام 1983, تم تقسيم مدرسة بانتيوس إلى ثلاثة أقسام: العلوم السياسية والدراسات الدولية، والإدارة العامة، وعلم الاجتماع. في عام 1989, تم تغيير اسم المدرسة إلى اسمها الحالي، جامعة بانتيون للعلوم الاجتماعية والسياسية، وتم إنشاء خمسة أقسام جديدة، وهي: الاتصالات والإعلام، وعلم النفس، والسياسة الاجتماعية والأنثروبولوجيا الاجتماعية، والتنمية الاقتصادية والإقليمية، والإدارة العامة لل قانون.
في التسعينيات، تم تقسيم قسمين من الأقسام السابقة إلى قسمين: العلوم السياسية والدراسات الدولية إلى: أ) العلوم السياسية والتاريخ، ب) الدراسات الدولية والأوروبية، والسياسة الاجتماعية والأنثروبولوجيا الاجتماعية إلى: أ) السياسة الاجتماعية، ب) الأنثروبولوجيا الاجتماعية. خلال نفس الفترة تم توسيع الحرم الجامعي وتحسينه.

## المدارس والأقسام الأكاديمية
تتكون الجامعة اليوم من أربع مدارس و 9 أقسام أكاديمية.
| الكلية                                   | الإدارات                                                                   |
| ---------------------------------------- | -------------------------------------------------------------------------- |
| كلية العلوم الاجتماعية                   | - قسم علم الاجتماع - قسم الأنثروبولوجيا الاجتماعية - قسم علم النفس         |
| كلية العلوم السياسية                     | - قسم السياسة الاجتماعية - قسم العلوم السياسية والتاريخ                    |
| كلية الاقتصاد والإدارة العامة            | - قسم الإدارة العامة - دائرة التنمية الاقتصادية والإقليمية                 |
| مدرسة الدراسات الدولية والاتصال والثقافة | - قسم الدراسات الدولية والأوروبية والمنطقة - قسم الاتصال والإعلام والثقافة |

## بحث
تتعاون جامعة بانتيون مع العديد من الجامعات والمعاهد من 17 دولة أوروبية، وتقدم درجة الماجستير الأوروبية في حقوق الإنسان والديمقراطية.

### الانتماءات الأكاديمية
تشارك الجامعة في العديد من الشبكات الأكاديمية للاتحاد الأوروبي مثل برنامج Jean Monnet وبرنامج Erasmus + ومبادرة EQUAL Community و Equapol و Tempus و Geopac.

## التقييم الأكاديمي
في عام 2016, أعطت لجنة التقييم الخارجي لجامعة بانتيون تقييمًا إيجابيًا.
أجرت الوكالة اليونانية لضمان الجودة والاعتماد (HQA) تقييمًا خارجيًا لجميع الأقسام الأكاديمية في الجامعات اليونانية.

## وحدات الجامعة وخدماتها

### مكتبة
تقع مكتبة جامعة بانتيون في المبنى المركزي للجامعة وتغطي مساحة 1,750 مترًا مربعًا، مقسمة إلى أربعة طوابق. والغرض منه هو تزويد المجتمع الأكاديمي بمواده المتنوعة. شريطة أن تدعم الجامعة التعليم والبحث، تقدم المكتبة خدمات آلية ومجموعات مطبوعة وإلكترونية وخدمات عبر الإنترنت أيضًا.
تحتوي المكتبة على غرفة للقراءة وتعمل أيضًا كمكتبة للإعارة. تغطي مجموعتها المجال العلمي الواسع للعلوم الاجتماعية والسياسية مع التركيز على علم الاجتماع والتاريخ والقانون والعلوم السياسية والفلسفة وعلم النفس والاقتصاد والإدارة والأدب وعلوم المعلومات والأنثروبولوجيا الاجتماعية وعلم الجريمة والرياضيات والمحاسبة. تتكون المجموعة من مواد مكتوبة بشكل رئيسي باللغة اليونانية ولغات أخرى مثل الإنجليزية والفرنسية والألمانية والإسبانية.
يتضمن الاتصال: 70,000 دراسة و 547 اشتراكًا نشطًا في إجمالي 763 مجلة وأكثر من 10,000 مجلة إلكترونية وقواعد بيانات عبر الإنترنت و 15 قاعدة بيانات ببليوغرافية على أقراص مضغوطة تغطي الفترة 1998-2002 و 60 قرصًا مضغوطًا للموسيقى الكلاسيكية و 85 قرصًا مضغوطًا تعليميًا- ROM, 20 خريطة، 500 VHS وأقراص DVD للأفلام الكلاسيكية، و 308 شرائح من معرض لندن الوطني.

### نادي رياضي
تضم جامعة بانتيون أيضًا صالة ألعاب رياضية خاصة بها تقع في نيوس كوزموس، بالقرب من محطة المترو.

## مشاهير
أساتذة
- ساكيس كاراجيوراس (1930 - 1985), أستاذ المالية العامة (1966), رئيس الجامعة (1981)[24]
- باناجيوتيس كانيلوبولوس (1902-1986), أستاذ القانون، فيلسوف، سياسي، رئيس وزراء الجمهورية اليونانية (1945, 1967)
- أندرياس لوفردوس (1956), أستاذ القانون الدستوري، سياسي، وزير الصحة والتضامن الاجتماعي منذ عام 2009
- كريستوس روزاكيس (1941), أستاذ القانون الدولي، ورئيس المحكمة الإدارية لمجلس أوروبا حاليًا
- كونستانتينوس سيميتيس (1936), أستاذ القانون التجاري والسياسي ورئيس وزراء اليونان (1996-2004)
- الكسندروس سفولوس (1892-1956), أستاذ القانون الدستوري، عضو البرلمان
- ميخائيل ستاسينوبولوس (1903-2002), أستاذ القانون الإداري، رئيس الجامعة (1951-1958), سياسي، رئيس الجمهورية اليونانية (1974-1975)
- ديميتريس تساتسوس (1933-2010), أستاذ القانون الدستوري، عضو البرلمان الأوروبي (1999-2004)
- كونستانتينوس تساتسوس (1899-1987), أستاذ فلسفة القانون، دبلوماسي، رئيس الجمهورية اليونانية (1975-1980)
- إيوانيس ثيودوراكوبولوس (1900-1981), فيلسوف يوناني
- Yannis Smaragdis (1946), مخرج سينمائي، كاتب سيناريو
- كريستوس ياناراس (1935), أستاذ الفلسفة، عالم لاهوت
- يورجوس فيلتسوس (1944), أستاذ نظرية الاتصال وعلم الاجتماع

خريج متميز
- آنا ديامانتوبولو (1959), سياسية، وزيرة التعليم السابقة، والمفوضة الأوروبية السابقة للتوظيف والشؤون الاجتماعية وتكافؤ الفرص
- فانجيليس ميماراكيس (1953), محامي وسياسي، وزير الدفاع الوطني الأسبق، رئيس البرلمان اليوناني
- Stamatis Kraounakis (1955), مؤلف موسيقي، منتج موسيقى، شاعر غنائي، كاتب ومخرج.
- جيورجوس كاتساروس (1934), موسيقي وكاتب أغاني
- يانيس ستافراكاكيس (1970), المنظر السياسي
- سوتيريس كوفوس، مصمم سيارات

## رابطة الخريجين «أرسطو»
رابطة الخريجين «أرسطو» التابعة لجامعة بانتيون هي أقدم رابطة للخريجين في اليونان، تأسست عام 1942 من قبل مجموعة من خريجي Panteion, وتقدم مجموعة متنوعة من المزايا لأعضائها. تسعى شبكة الأعضاء جاهدة لربط الخريجين بالجامعة ومع بعضهم البعض.

## روابط خارجية
- جامعة بانتيون - الموقع الرسمي باللغة اليونانية
- وكالة ضمان الجودة والاعتماد اليونانية (HQA) باللغة اليونانية
- مكتب DASTA بجامعة Panteion (المكتب الوظيفي ووحدة الابتكار) باللغة اليونانية
- وحدة ضمان الجودة الداخلية بجامعة بانتيون باللغة اليونانية